# 杨晓军
杨晓军（1974年4月—），湖南省攸县人，中华人民共和国政治人物。曾任湘潭市人民政府副市长、党组成员。

## 生平
1974年4月，杨晓军出生在湖南省攸县。2011年6月，杨晓军在天津大学取得工程硕士学位，2018年12月在湘潭大学取得管理学博士学位。
1995年8月起，杨晓军在湘潭市建筑设计院工作，先后出任技术员、助理工程师、工程师，设计四所副所长、设计五所所长、党委委员、副院长兼设计五所所长，高级工程师、副书记、院长。
2011年8月，杨晓军调任湘潭市昭山示范区党工委副书记、管委会主任，2013年3月升任工委书记。
2016年7月，杨晓军调任中共韶山市委书记。
2019年3月，杨晓军出任湘潭市人民政府副秘书长、市“两干一轨”项目领导小组办公室主任、市项目竞赛活动领导小组办公室主任、市重大产业项目协调落地办公室主任。2022年1月，杨晓军出任湘潭市人民政府副市长、党组成员。

### 落马
2024年8月27日，杨晓军涉嫌严重违纪违法接受湖南省纪委监委纪律审查和监察调查。2025年1月，遭到开除党籍、开除公职处分。